# Dan Frost
Dan Frost (ur. 22 maja 1961 we Frederiksbergu) – duński kolarz torowy i szosowy, mistrz olimpijski oraz dwukrotny medalista torowych mistrzostw świata.

## Kariera
Pierwsze sukcesy w karierze Dan Frost osiągnął w 1980 roku, kiedy został mistrzem kraju w drużynowej jeździe na czas, a w drużynowym wyścigu na dochodzenie wywalczył brązowy medal. W 1984 roku wystartował na igrzyskach olimpijskich w Los Angeles, gdzie wraz z kolegami z reprezentacji zajął piąte miejsce w drużynowym wyścigu na dochodzenie. Rok później, podczas mistrzostw świata w Bassano zdobył brązowy medal w wyścigu punktowym amatorów, ulegając jedynie Martinowi Pencowi z Czechosłowacji i Szwajcarowi Philippe'owi Grivelowi. W tej samej konkurencji Frost był najlepszy na mistrzostwach świata w Colorado Springs w 1986 roku, bezpośrednio wyprzedzając Olafa Ludwiga z NRD i Amerykanina Leonarda Nitza. Ponadto Duńczyk zwyciężył w wyścigu punktowym również na igrzyskach w Seulu – pozostałe miejsca na podium zajęli Holender Leo Peelen i Marat Ganiejew z ZSRR. Na tych samych igrzyskach był ponadto ósmy w drużynowym wyścigu na dochodzenie, a na rozgrywanych cztery lata później igrzyskach olimpijskich w Barcelonie w swojej koronnej konkurencji zajął piętnastą pozycję. Frost wielokrotnie zdobywał medale mistrzostw Danii, zarówno w kolarstwie torowym jak i szosowym.
Jego młodszy brat Ken Frost również był kolarzem.